# برو بخواب
«برو بخواب» تک‌آهنگی از گروه موسیقی آلترنتیو راک ریدیوهد است که در سال ۲۰۰۳ میلادی منتشر شد.